# 더 밴드
더 밴드(The Band)는 1967년 온타리오주 토론토에서 결성된 캐나다와 미국의 록 밴드이다. 원래 로니 호킨스와 나중에 밥 딜런의 지원 밴드였던 이 그룹은 1968년에 데뷔 음반인 《Music from Big Pink》를 발매하여 호평을 받았다. 음악 평론가 브루스 에더는 "세계에서 가장 인기 있고 영향력 있는 록 그룹 중 하나"라고 묘사했으며, 그들의 음악은 비틀즈와 롤링 스톤스의 음악만큼이나 진지하게 비평가들에 의해 수용되었다. 더 밴드는 아메리카나, 포크, 록, 재즈, 컨트리, R&B의 요소들을 결합하여 이글스, 엘튼 존, 그레이트풀 데드, 플레이밍 립스, 윌코와 같은 후속 음악가들에게 영향을 주었다.
밴드는 캐나다인 4명과 미국인 1명으로 구성되었다. 릭 단코(베이스 기타, 보컬, 바이올린), 가스 허드슨(키보드, 아코디언, 색소폰), 리처드 마누엘(키보드, 드럼, 보컬), 로비 로버트슨(기타, 보컬), 레번 헬름(드럼, 보컬, 만돌린, 기타) 등이 있다. 1958년과 1963년 사이에 밴드는 로커빌리 가수 로니 호킨스의 후원 밴드인 호크스였다. 1960년대 중반에는 밥 딜런을 후원하는 것으로 인정받았고 1966년 투어는 딜런의 일렉트릭 밴드로는 처음으로 주목을 받았다. 딜런을 떠나 "더 밴드"로 이름을 바꾼 후, 여러 장의 음반을 비평적이고 대중적인 갈채를 받으며 발매했으며, 〈The Weight〉와 〈The Night They Drove Old Dixie Down〉이 두드러졌다. 올뮤직에 따르면, 그 영향력은 여러 세대의 음악가들에게 상당한 영향을 미치고 있다고 합니다. 로저 워터스는 《Music from Big Pink》를 로큰롤 역사상 두 번째로 영향력 있는 음반이라고 불렀고, 음악 저널리스트 알 아로노위츠는 "컨트리 솔... 전에는 들어본 적이 없는 사운드"라고 불렀다.

## 음반 목록
| - Music from Big Pink (1968) - The Band (1969) - Stage Fright (1970) - Cahoots (1971) - Rock of Ages (1972) - Moondog Matinee (1973) - Northern Lights – Southern Cross (1975) - Islands (1977) - Jericho (1993) - High on the Hog (1996) - Jubilation (1998) | with 밥 딜런 - Before the Flood (1974) - Planet Waves (1974) - The Basement Tapes (1975) |

## 같이 보기
- 아메리칸 록
- 미국의 음악